# Бедный, Павел Афанасьевич
Па́вел Афа́насьевич Бе́дный (1920, село Успенка, Одесская губерния — 1971, Одесса) — советский инженер-строитель, Герой Социалистического Труда.

## Биография
П. А. Бедный родился в 1920 году. Окончил Одесский политехнический институт.
С 1939 года работал мастером, затем главным инженером на строительстве ряда ГЭС. С 1954 года трудился в Одесской электросети.
С 1955 работал на строительстве Куйбышевской ГЭС: старшим прорабом, главным инженером участка треста «Гидроэлектромонтаж».
Автор нескольких усовершенствований по укрупнению узлов оборудования по разработке и применению комплекса мероприятий, обеспечивших выполнение монтажа электрооборудования ГЭС.
Cкончался в 1971 году. Похоронен в Одессе на центральной аллее Второго Христианского кладбища.

## Награды
- Герой Социалистического Труда (1958).
- орден Ленина (1958).